# Nevada Barr
Nevada Barr (ur. 1 marca 1952 w Yerington w stanie Nevada) – amerykańska pisarka, autorka serii powieści kryminalnych Anna Pigeon dziejących się w amerykańskich parkach narodowych.
Ukończyła studia licencjackie na California Polytechnic University i magisterskie na Uniwersytecie Kalifornijskim w Irvine. Otrzymała nagrody literackie: Anthony Award i Agatha Award (za powieść Track of the Cat) oraz Barry Award (za powieść Deep South).
Jest rozwiedziona.

## Dzieła

### Powieści
- Bittersweet (1984)

Seria Anna Pigeon
1. Track of the Cat (1993)
2. A Superior Death (1994)
3. Ill Wind (1995)
4. Firestorm (1996)
5. Endangered Species (1997)
6. Blind Descent (1998)
7. Liberty Falling (1999)
8. Deep South (2000)
9. Blood Lure (2001)
10. Hunting Season (2002)
11. Flashback (2003)
12. High Country (2004)
13. Hard Truth (2005)
14. Winter Study (2008)
15. Borderline (2009)
16. Burn (2010)
17. The Rope (2012)

- Naked Came the Phoenix (wraz z 12 innymi autorkami, 2001)
- 13 1/2 (2009)

### Nowela
- Summer and Smoke and Murder (2011)

### Literatura faktu
- Seeking Enlightenment - Hat by Hat (2003)